# Historicidad de Mahoma

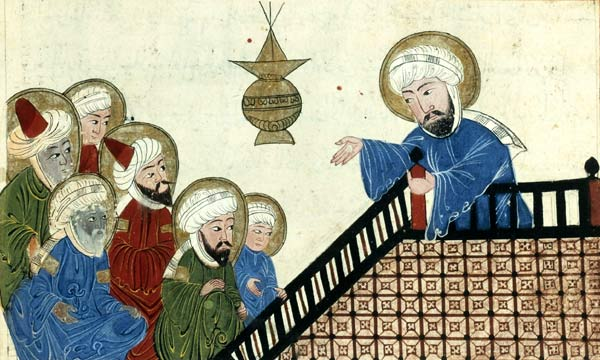
Mahoma según una copia otomana del siglo XVII de un manuscrito de principios del siglo XIV (periodo del Ilkanato) del noroeste de Irán o el norte de Irak (el "Códice de Edimburgo"). Ilustración de al-Âthâr al-bâqiyah de Abū Rayhān al-Bīrūnī (الآثار الباقية; "Los rastros restantes de siglos pasados").

La historicidad de Mahoma se refiere al estudio de Mahoma como figura histórica y al examen crítico de las fuentes en que se basan los relatos tradicionales (el Corán, la sira, los hadices, especialmente). Otras fuentes históricas que pueden investigarse incluyen documentos sellados, órdenes, textos de tratados, hallazgos arqueológicos y correspondencia interna y externa de estados o comunidades vecinas, así como el descubrimiento de la composición genética y el linaje de Mahoma a través de sus pertenencias personales y restos físicos (cabello, barba, etc.) que figuran entre sus supuestos legados.
La biografía profética, conocida como sīra, junto con los registros atribuidos de palabras, acciones y aprobación tácita de Mahoma, conocidos como hadices, se conservan en obras históricas de autores de los siglos II y III de la era musulmana (c. 700–1000 d. C.), y aportan abundante información sobre Mahoma, pero la fiabilidad de estos datos es muy debatida en ámbitos académicos debido a la brecha (Tradición oral) entre las fechas de la vida de Mahoma y las fechas en que estos sucesos comienzan a aparecer en fuentes escritas.
Según la visión islámica general, el Corán ha sido preservado desde el principio por escrito y de memoria, y su testimonio se considera indudable. La fuente musulmana más antigua de información sobre la vida de Mahoma, el Corán, ofrece muy poca información personal y su historicidad es objeto de debate.

El historiador John Burton afirma: 
Al juzgar el contenido, el único recurso del estudioso es el patrón de probabilidad, y sobre esta base, debe repetirse, prácticamente nada útil para el historiador emerge del escaso registro de la vida temprana del fundador de la última de las grandes religiones del mundo... de modo que, por muy atrás que uno intente remontarse ahora en la tradición musulmana, sencillamente no se puede recuperar un fragmento de información de verdadera utilidad para construir la historia humana de Mahoma, más allá del mero hecho de que existió alguna vez.
A pesar de las dificultades con las fuentes biográficas, los estudiosos suelen ver en ellas información histórica valiosa sobre Mahoma y sugieren que lo necesario son métodos para discriminar lo verosímil de lo inverosímil. En la práctica resulta extremadamente difícil determinar qué elementos de las narraciones tempranas sobre la vida de Mahoma son probablemente ciertos y cuáles no. No obstante, la mayoría de los estudiosos clásicos cree que Mahoma existió como figura histórica.

## Geografía

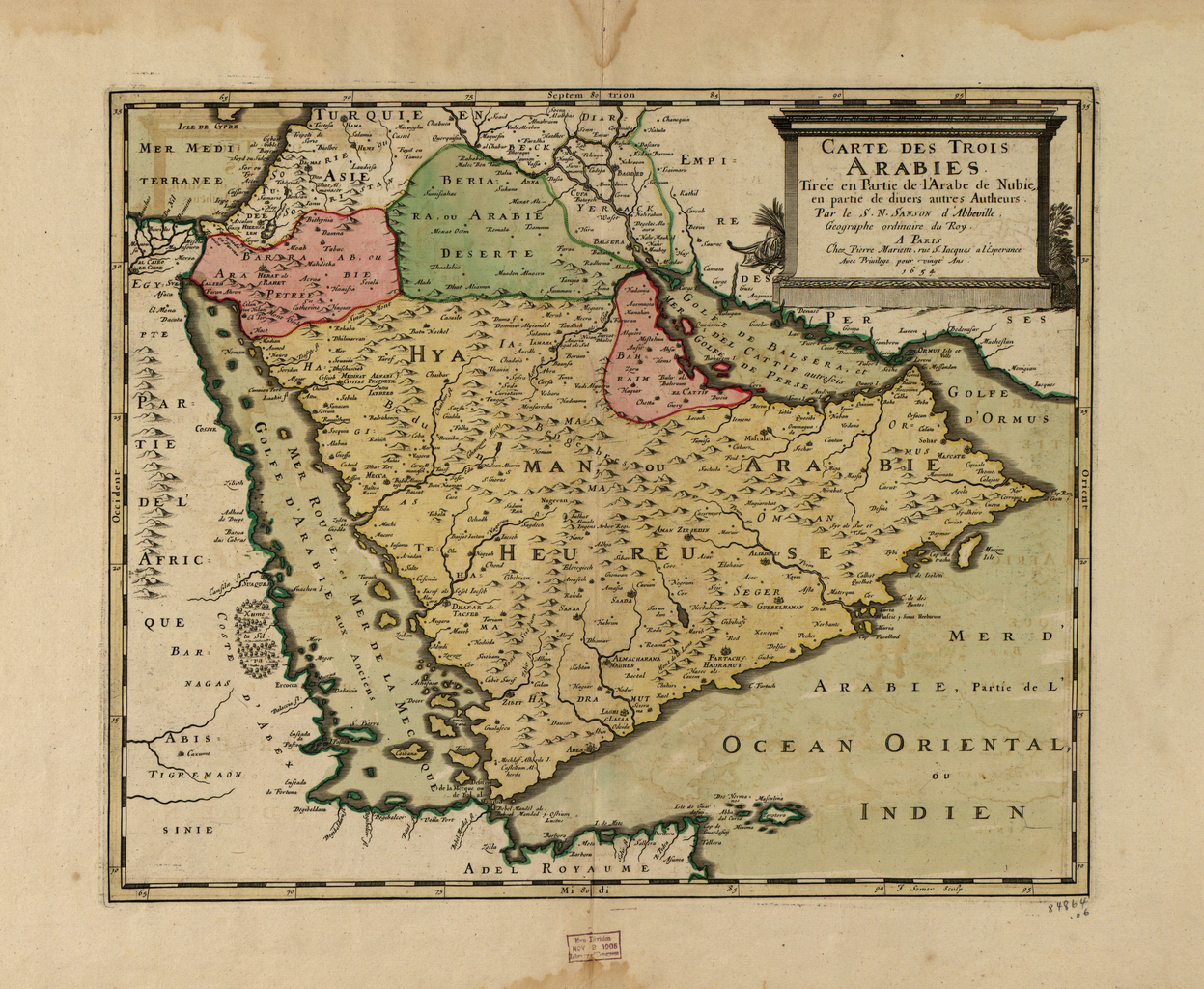
Testimonios no islámicos sobre la vida de Mahoma lo describen como líder de los sarracenos, considerados descendientes de Ismael (la narrativa sobre la ascendencia en Ismael no pertenece a la cultura árabe preislámica sino que según historiadores fue creada por predicadores judíos o cristianos en su intento de convertir a los árabes a sus religiones en los primeros siglos de la Era Cristiana, luego el relato será retomado por la religión islámica), que vivían en las regiones de la Arabia Pétrea y la Arabia Desierta del norte. Según algunas fuentes, Mahoma no es un nombre sino un título.

Existe un número relativamente pequeño de fuentes no musulmanas contemporáneas o casi contemporáneas que dan fe de la existencia de Mahoma y que son valiosas tanto por sí mismas como para compararlas con las fuentes musulmanas. Como en el caso de La Meca, estas fuentes no pueden decirse que respalden el relato islámico tradicional; donde hay una falta de fuentes preislámicas que la mencionen como centro de peregrinación antes de 741, aquí el autor sitúa la región «a medio camino entre Ur y Harrán» y no en el Hiyaz, y carece de datos arqueológicos preislámicos.

### Estudios modernos sobre La Meca
La historia temprana de La Meca sigue cubierta en gran medida por la escasez de fuentes claras. La ciudad se ubica en el interior de la parte media del occidente de Arabia, de la cual hay pocas fuentes textuales o arqueológicas disponibles. Este desconocimiento contrasta con las zonas norte y sur del occidente de Arabia, en particular la frontera sirio-palestina y Yemen, donde los historiadores disponen de diversas fuentes como restos físicos de santuarios, inscripciones, observaciones de autores grecorromanos e información recopilada por historiadores eclesiásticos. La zona del Hiyaz que rodea La Meca se caracterizaba por su naturaleza remota, rocosa y poco hospitalaria, con poblaciones asentadas exiguas en oasis dispersos y tramos ocasionales de tierra fértil. La costa del mar Rojo no ofrecía puertos fácilmente accesibles y los habitantes de los oasis y beduinos de la región eran analfabetos.
Las menciones anteriores posibles no son inequívocas. El historiador griego Diodoro Sículo escribe sobre Arabia en el siglo I a. C. en su Biblioteca histórica, describiendo un santuario: «Y allí se ha erigido un templo, muy santo y extremadamente venerado por todos los árabes». Se ha afirmado que podría tratarse de una referencia a la Kaaba en La Meca. Sin embargo, la localización geográfica que describe Diodoro se halla en el noroeste de Arabia, alrededor de Leuke Kome, dentro del antiguo reino nabateo y la provincia romana de Arabia Pétrea.
Claudio Ptolomeo lista cincuenta ciudades en Arabia y menciona una llamada Macoraba. Desde 1646 se ha especulado que podría referirse a La Meca. Históricamente, ha habido consenso general en identificar la Macoraba de Ptolomeo (siglo II d. C.) con La Meca, pero más recientemente esto ha sido cuestionado. Bowersock favorece la identificación, con la teoría de que «Macoraba» sería la palabra «Makkah» seguida del adjetivo arameo rabb («grande»). El historiador romano Amiano Marcelino (siglo IV) enumeró también ciudades del occidente de Arabia, muchas identificables. Según Bowersock, mencionó La Meca como «Geapolis» o «Hierapolis», esta última con el sentido de «ciudad santa», en posible referencia al santuario de la Kaaba.
La afirmación de Procopio (siglo VI) de que la tribu Ma‘ad poseía la costa del occidente de Arabia entre los gasaníes y los himyaritas del sur respalda la tradición de las fuentes árabes que asocia a los Quráish como rama de Ma‘ad y a Mahoma como descendiente directo de Ma‘ad ibn Adnán.

## Fuentes islámicas

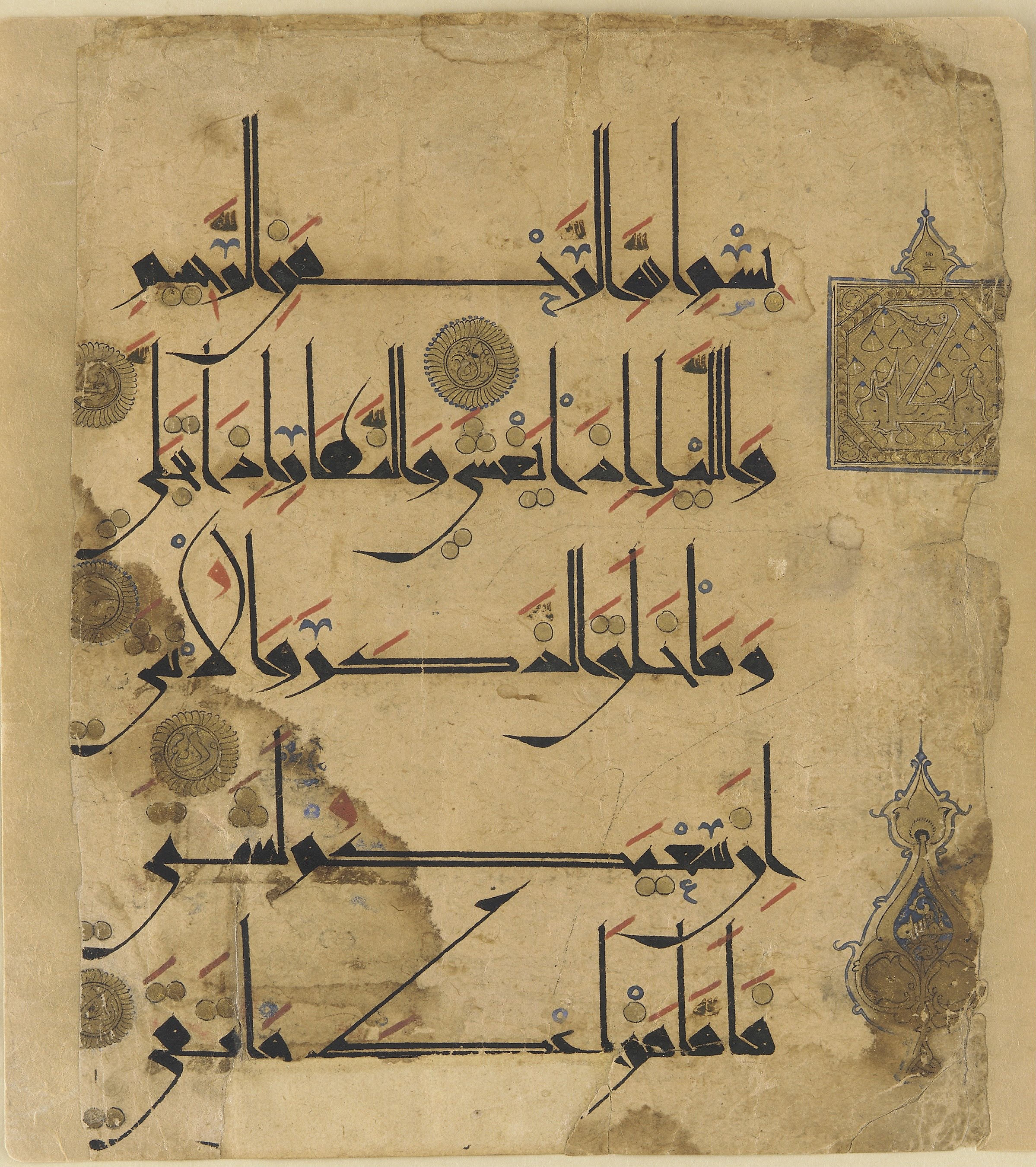
Folio de un Corán persa del siglo XI, en escritura kúfica.

#### Relato islámico

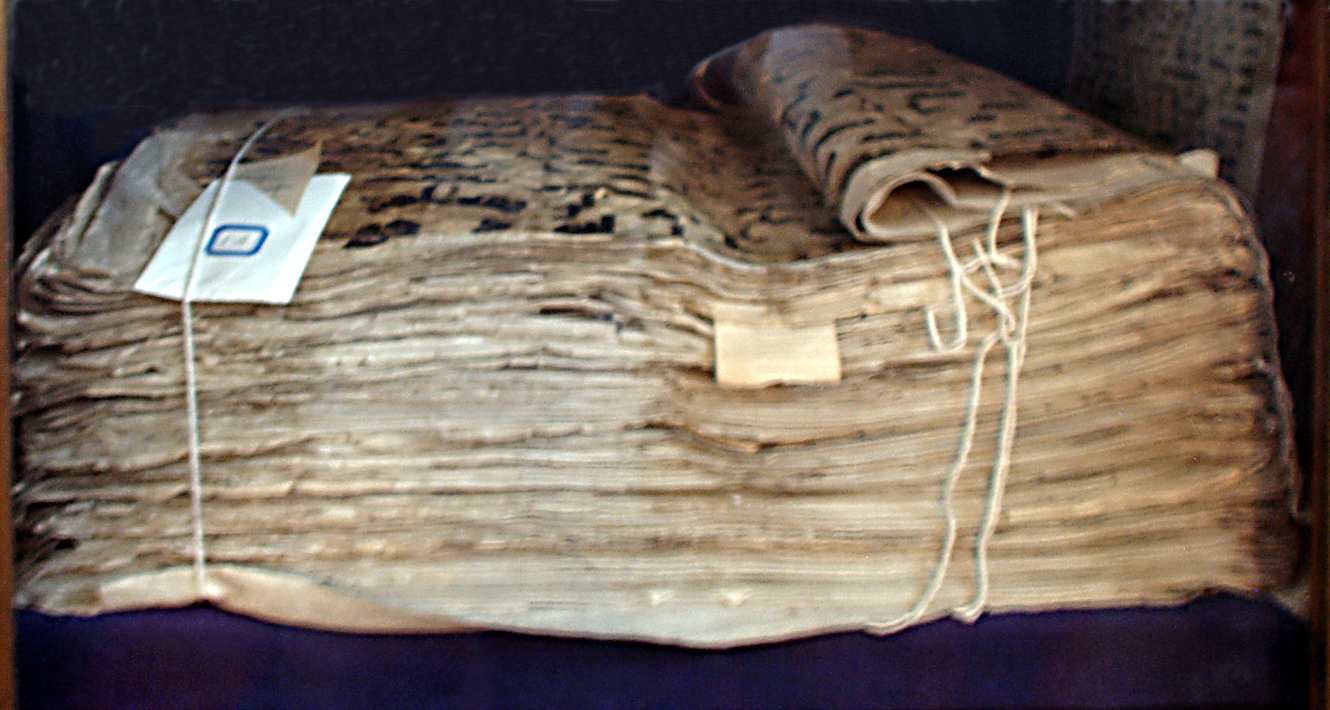
El Corán de Samarcanda, fechado a comienzos del siglo IX. Se alega que es un original del siglo VII de la edición del tercer califa, ʿUthmán. Se encuentra en la pequeña mezquita Telyashayakh de Taskent.

### Tradiciones

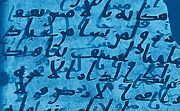
Manuscritos hallados en Saná. Los «subtextos» revelados con luz ultravioleta difieren notablemente del Corán actual. Gerd R. Puin creyó que esto significaba un texto en evolución. Una expresión similar emplea Lawrence Conrad para la Biografía de Mahoma. Según sus estudios, la opinión científica islámica sobre la fecha de nacimiento del Profeta hasta el siglo II de la hégira exhibía una diversidad de 85 años.

## Fuentes no musulmanas

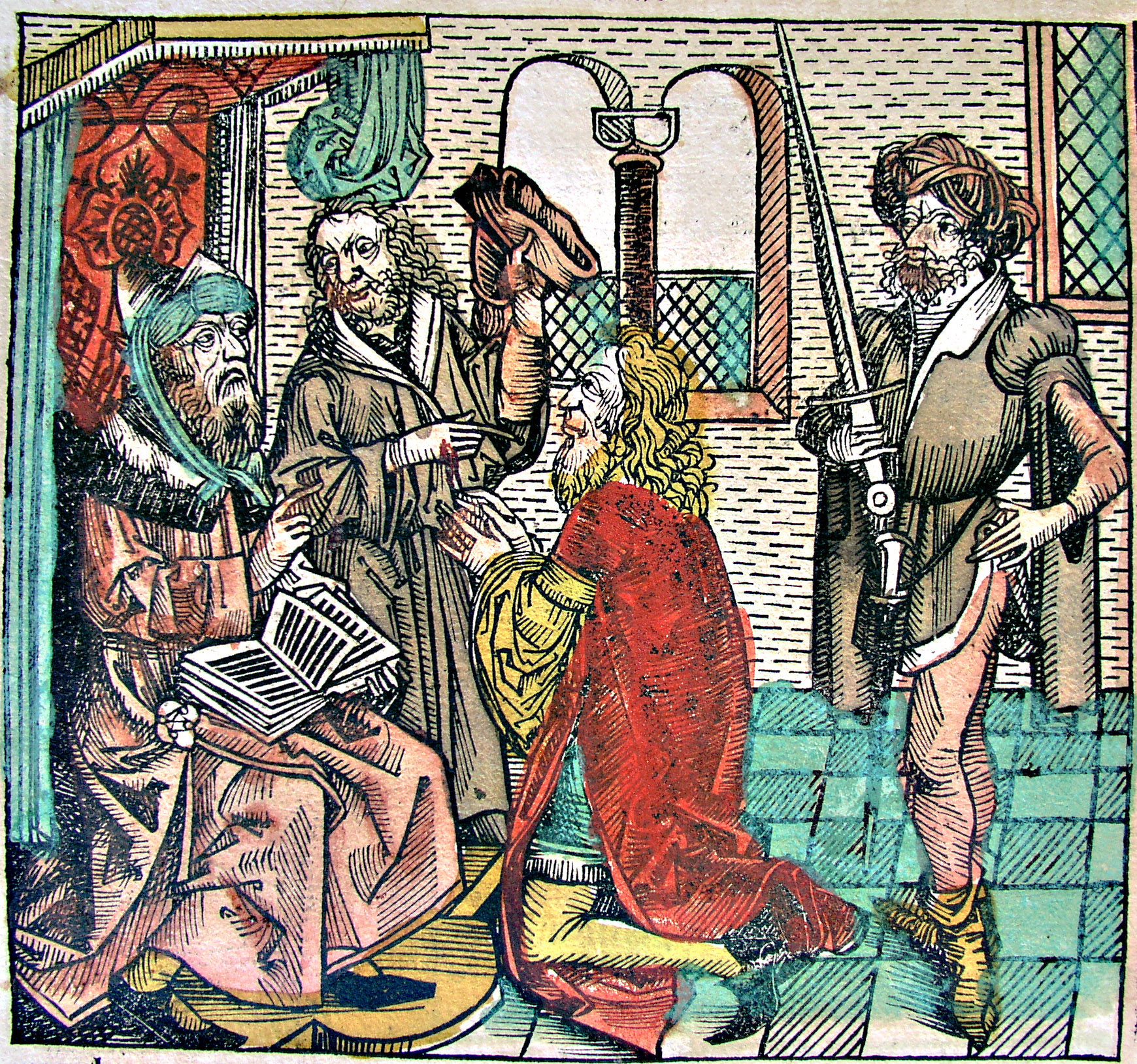
Mahoma en la Crónica de Núremberg, finales del siglo XV.

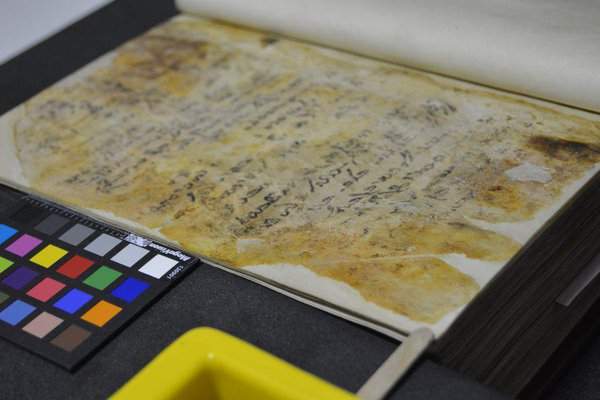
Fragmento sobre la conquista árabe.